# Малдонаду, Алана
Алана Мартинс Малдонаду (порт.-браз. Alana Martins Maldonado; род. 27 июля 1995 года, Тупан, Сан-Паулу, Бразилия) — бразильская парадзюдоистка. Чемпионка летних Паралимпийских игр 2020 в Токио и летних Паралимпийских игр 2024 в Париже, серебряная призёрка летних Паралимпийских игр 2016 в Рио-де-Жанейро.

## Биография

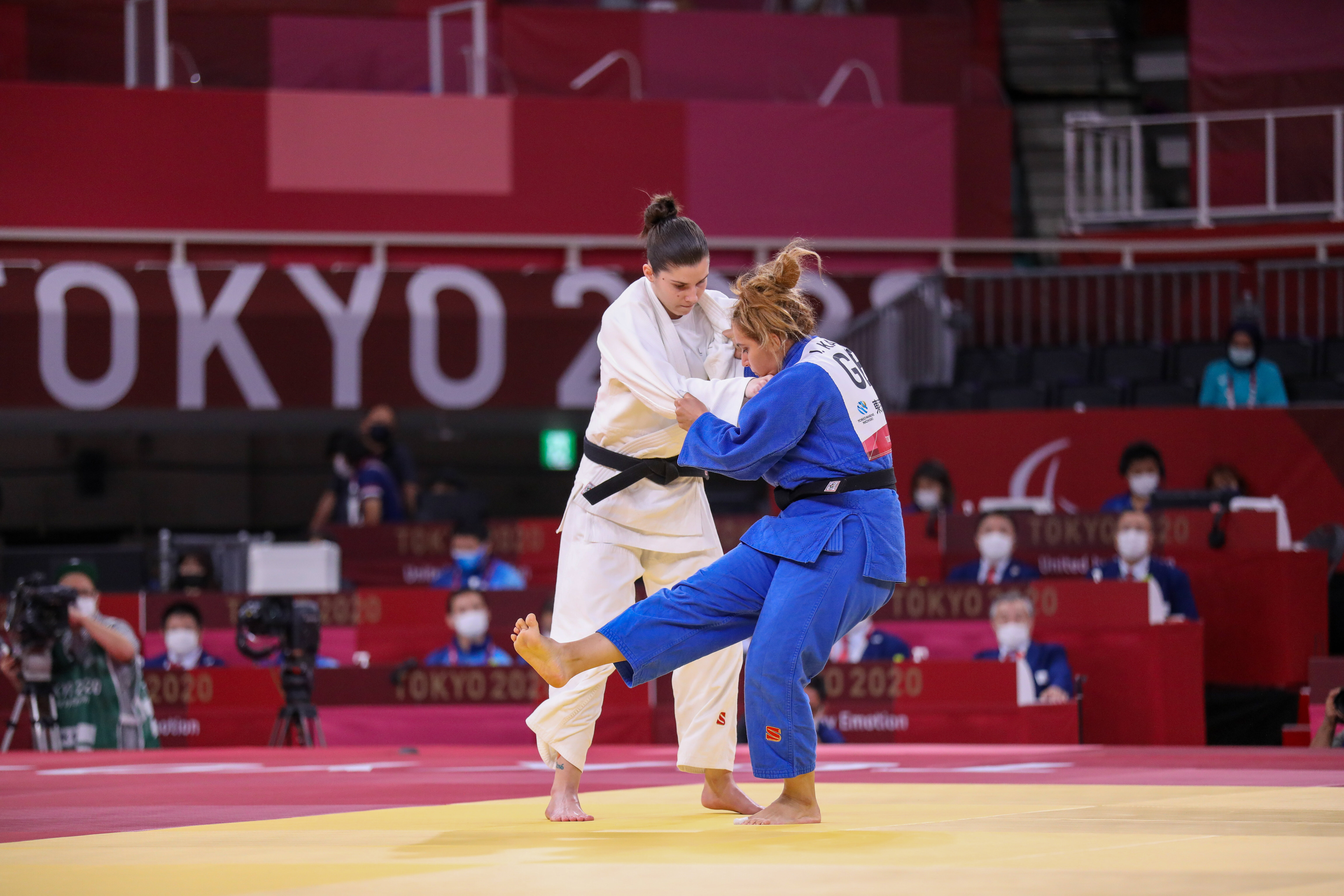
Финал Паралимпиады-2020 в весовой категории до 70 кг. Малдонаду против грузинки Ины Калдани.

В 2016 году на летних Паралимпийских играх 2016 в Рио-де-Жанейро в весовой категории до 70 кг дошла до финала, где уступила мексиканке Ление Рувалькабе.
29 августа 2021 года приняла участие на летних Паралимпийских играх 2020 в Токио в весовой категории до 70 кг и завоевала «золото» игр. В четвертьфинале победила итальянку Матильде Лаурию, в полуфинале — турчанку Разие Улучам, в финале — грузинку Ину Калдани.
6 сентября 2024 года приняла участие на летних Паралимпийских играх 2024 в Париже в весовой категории до 70 кг (класс J2). В полуфинале победила японку Кадзусу Огаву, в финале — китаянку Ван Юэ и стала двукратной Паралимпийской чемпионкой.

## Основные спортивные результаты
| Год  | Турнир                          | Место проведения | Категория    | Место |
| ---- | ------------------------------- | ---------------- | ------------ | ----- |
| 2016 | Летние Паралимпийские игры 2016 | Рио-де-Жанейро   | до 70 кг     | 2     |
| 2018 | Чемпионат мира                  | Одивелаш         | до 70 кг     | 1     |
| 2021 | Летние Паралимпийские игры 2020 | Токио            | до 70 кг     | 1     |
| 2022 | Чемпионат мира                  | Баку             | до 70 кг, J2 | 1     |
| 2024 | Летние Паралимпийские игры 2024 | Париж            | до 70 кг, J2 | 1     |
| 2025 | Чемпионат мира                  | Астана           | до 70 кг, J2 | 1     |